# Papua Noua Guinee
Papua Noua Guinee (în limba tok pisin locală: Papua Niugini) este o țară insulară situată în vestul Oceanului Pacific (în Melanezia), la nord de Australia și la est de Indonezia, (9°30'S, 147°07'E). Împarte insula Noua Guinee cu provinciile Papua și Papua de Vest ale Indoneziei. Capitala este Port Moresby.

## Denumire oficială
Denumire oficială a statului este Independent State of Papua New Guinea (Statul Independent Papua Noua Guinee), iar în limba tok pisin, Independen Stet bilong Papua Niugini.

## Geografie

### Suprafață
Suprafața statului Papua Noua Guinee este de 462.840 km2 (din care 9.980 km2 reprezintă apele interne), ocupând jumătatea estică a Insulei Noua Guinee (a doua ca mărime pe Glob) și circa 600 de insule vulcanice și coraligene, cum ar fi Arhipelagul Bismarck, Arhipelagul Louisiade, Arhipelagul Solomon și Insulele D'Entrecasteux.

### Relieful
Papua Noua Guinee este o zonă activă din punct de vedere seismic, fiind inclusă în zona The Ring of Fire, activitatea vulcanică reprezentând 75% din totalul pe plan mondial.
Este predominant muntos, format din două lanțuri muntoase, de origine vulcanică, ale insulelor principale, și prelungirea acestora în insulițele vecine. Activitatea vulcanică există în Arhipelagul Bismarck (Mt. Ulawun, 2.305 m) și în Insulele Bougainville (8.985 km2). Altitudinea maximă este în Muntele Wilhelm (4.509 m). Câmpiile, în general mlăștinoase, se află preponderent în sudul insulei.

### Clima
Este una tropicală, cu influențe montane și musonice. Principalii curenți de aer sunt musonul nord-vestic (umed), care apare în perioada decembrie-martie și alizeele sud-estice (uscate) în perioada mai-octombrie. Precipitațiile sunt variate, între 1.270 mm la Port Moresby și 5.840 mm în depresiunea vestică. Temperatura medie zilnică este de 27°C, dar în munți temperaturile scad noaptea la 4°C, iar ziua 32°C. Umiditatea relativă este ridicată uniform.

### Floră și faună
Savana și pădurile tropicale ocupă cea mai mare parte din suprafață, unde se găsesc orhidei tropicale, liane, ferigi, și copaci valoroși (cedru, kwila). În zonele joase de coastă apar diverse specii de mangrove, specii de palmieri, cum ar fi Sago (fosilă vie, neschimbată în ultimii 200 de milioane de ani) și casuarine. Între 900 m si 1.200 m apar păduri de pin. Mai sus cresc licheni, mușchi și alte tipuri de floră alpină.
Fauna este una bogată, asemănătoare celei australiene. Cuprinde peste 650 de specii de păsări, cum ar fi pasărea Paradisului, cazuarul, pasărea umbrar și circa 222 de specii de mamifere(în special rozătoare și marsupiale), majoritatea nocturne. În categoria artropodelor se remarcă fluturi și tarantule uriașe. Reptilele sunt și ele numeroase (Crocodilul de Noua Guinee).

### Hidrografia
Este densă, cu adevărate fluvii (Fly, Purari, Sepik), mai ales ca debit.

### Resurse naturale
Cele mai importante sunt aurul, argintul, cuprul, gazele naturale, cheresteaua și pescuitul.

## Organizarea politico-administrativă

### Diviziuni administrative
Papua Noua Guinee este împărțită în 20 de provincii: Bougainville, Central, Chimbu, Eastern Highlands, East New Britain, East Sepik, Enga, Gulf, Madang, Manus, Milne Bay, Morobe, National Capital, New Ireland, Northern, Sandaun, Southern Highlands, Western, Western Highlands și West New Britain.

### Capitală

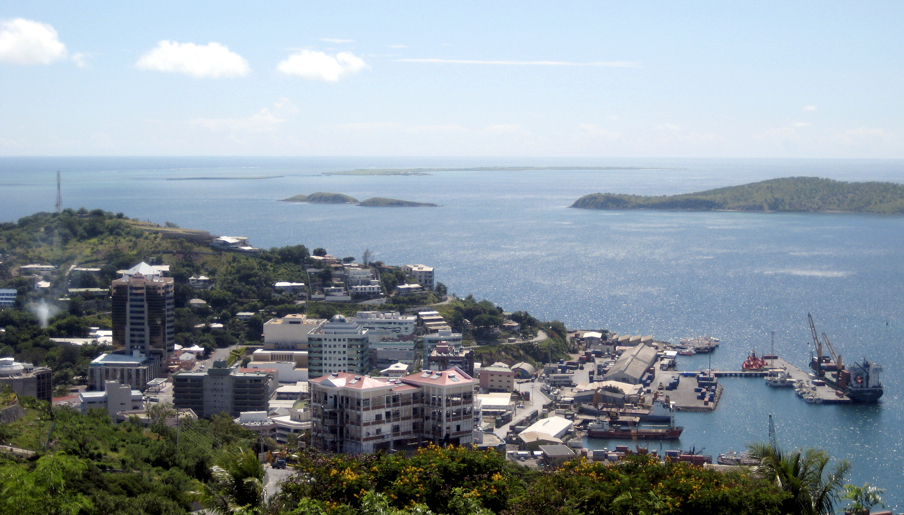
Capitala, Port Moresby

Port Moresby.

### Orașe principale
Port Moresby, Wewak, Madang, Goroka, Lae, Daru.

## Populație
Papua Noua Guinee are o populație de 5.887.000 locuitori (estimare 2005), la care prezintă o densitate de 13 loc/km².
- Grupuri de minorități etnice - melanezieni (15%), papuași (74,8%), micronezieni, polinezieni, europeni, chinezi.
- Majoritatea populației este formată din negri.
- Populație urbană - circa 12%
- Natalitate - 31,8%
- Mortalitate - 9,8%
- Speranța de viață: 64 de ani pentru bărbați și 69 de ani pentru femei.

### Limba
Limbi oficiale: limba engleză, limba tok pisin și hiri motou;
Limbi vorbite: Dintre foarte multele limbi vorbite în Papua Noua Guinee se remarcă: tok pisin, hiri motu, yale, Unserdeutsch.

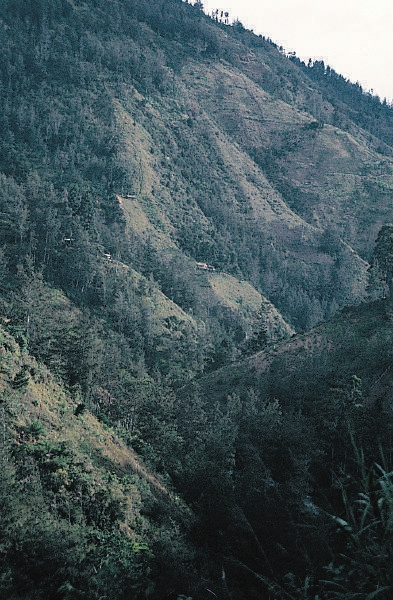

### Religie
Religie romano-catolici 22%, luterani 16%, neoprotestanți 10%, anglicani 3.2%, religii indigene 34%.

## Istorie
Primii locuitori ce au ajuns aici, în urmă cu 40.000 de ani, erau originari din Asia De Sud si Sud-Est. Către 6000 î.Hr. se stabilesc papuașii iar după 3000 î.Hr. melanezienii și ulterior polinezienii. Insula Noua Guinee a fost descoperită pentru prima dată de navigatorul portughez Jorge de Meneses în 1526 care îi dă numele de „Ilhas dos Papuas” (Insulele Papuașilor), dar navigatorul spaniol Ortiz de Retez, în anul 1546, îi schimbă numele în Noua Guinee, datorită asemănării băștinașilor cu populația africană din jurul Golfului Guineei. Insularitatea Noii Guinee este stabilită de spaniolul Váez de Torres în 1606, lucru reconfirmat de navigatorul englez James Cook. Primele colonii europene apar abia la sfârșitul sec. XIX. Partea vestică a insulei devine colonie olandeză (în 1828), iar cea de est este împărțită în 1884 între Imperiul German și Marea Britanie. În 1906, Marea Britanie cedează partea sa din insulă Australiei. În timpul Primului Război Mondial(1914), colonia germană este cucerită de Australia, pe care o administrează sub mandat al Societății Națiunilor între 1919 și 1946 și până în 1975 sub mandat ONU. În timpul Celui De-Al Doilea Război Mondial(1942-1943) este ocupată de trupele japoneze și devine un teatru de luptă aprig disputat. La sfârșitul războiului, întreaga parte estică a insulei revine Australiei sub numele de „Teritoriul Papuei și al Noii Guineei”(1949). În 1973 își obține autonomia iar la 16 septembrie 1975 independența. După obținerea independenței, statul se confruntă cu mișcări secesioniste (în special în Insulele Bougainville) și războaie civile. În 2001 este semnat un acord de pace între guvern și secesioniști, iar la 11 decembrie 2003 este semnat cu Australia, la Adelaide un acord prin care Australia va ajuta Papua Noua Guinee în menținerea siguranței, a ordinii publice, combaterea corupției și a criminalității prin trimiterea a 230 de polițiști și 70 de funcționari și juriști australieni. Totodată Australia s-a angajat să trimită anual Papua Noii Guinee circa 240.000.000 de dolari (20% din PIB-ul statului Papua Noua Guinee).

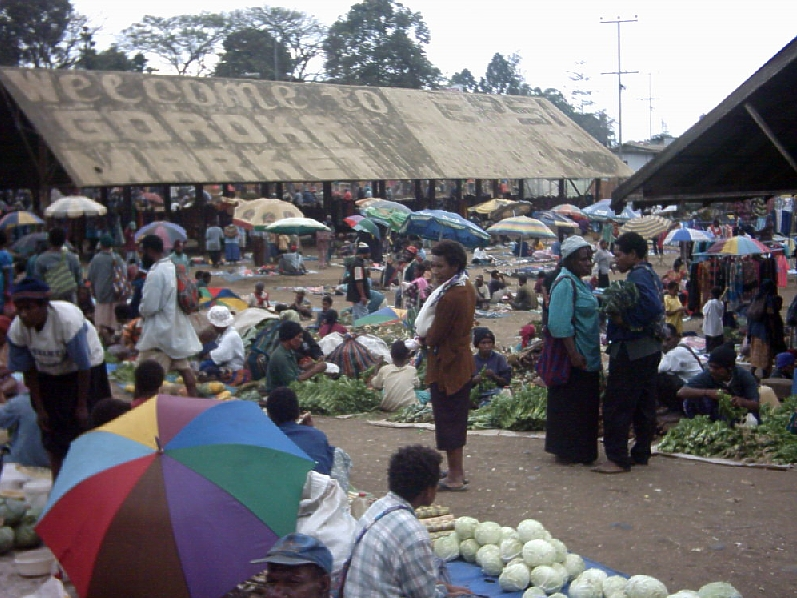
Goroka

## Economie
- PIB total: 14,363 mld.$
- PIB/cap de loc: 2.418$
- Banca națională: Bank of Papua New Guinea
- Moneda natională: kina (simbol PGK)

Economie încă slab dezvoltată, bazată pe industria extractivă(1/3 din PIB și 70% din exporturi) și agricultură, îndreptată cu precădere spre export(1/3 din PIB, 2/3 din populația activă):cafea, cacao, cocotieri, ceai, cauciuc natural, palmieri de ulei, batate, igname, taro, trestie de zahăr. Industria prelucrătoare este slab dezvolată(energie electrică, ciment, cherestea, produse alimentare, sticlărie, anvelope).
Dispune de:aur() pe locul 2 ca rezerve după Africa de Sud), argint, cupru, gaze naturale, cherestea, pescuitul.
Comerț extern cu: Australia, Germania, Japonia
Turism: în dezvoltare 
Căi navigabile ... 
Căi ferate: ... km. 
Căi rutiere: ... km.
Căi aeriene: 400 de aerodromuri(cel mai mare număr din lume raportat la populație)

## Cultură
Zile de sărbătoare
| Data                                       | Denumire                                       | Remarci                                                               |
| ------------------------------------------ | ---------------------------------------------- | --------------------------------------------------------------------- |
| 1 Ianuarie                                 | Anul Nou                                       |                                                                       |
| dată mobilă                                | Vinerea Mare                                   | Sărbătorită de catolici și de protestanți                             |
| dată mobilă                                | Lunea Paștilor                                 | Sărbătorită de catolici și de protestanți                             |
| 25 aprilie                                 | Ziua Memoriei                                  | Ziua de comemorare a soldaților căzuți în cele două războaie mondiale |
| 11 iunie                                   | Aniversarea Reginei                            |                                                                       |
| dată mobilă (în iulie)                     | Zi nelucrătoare                                |                                                                       |
| 16 septembrie (în 2006), dată schimbătoare | Sărbătoarea Independenței                      | Comemorarea Independenței din 1975                                    |
| 17 octombrie                               | Ziua Internațională pentru Eliminarea Sărăciei | Zi nelucrătoare recunoscută de ONU                                    |
| 24 octombrie                               | Sărbătoare ONU                                 |                                                                       |
| 20 noiembrie                               | Ziua Mondială a Copilăriei                     |                                                                       |
| 1 decembrie                                | Ziua Mondială contra Sida                      |                                                                       |
| 10 decembrie                               | Ziua Drepturilor Omului                        |                                                                       |
| 25 Decembrie                               | Crăciunul                                      | Sărbătorită de catolici și de protestanți                             |
| 26 decembrie                               | Boxing Day                                     | Ziua cadourilor și familiei                                           |

### Patrimoniu mondial UNESCO
Peisajul agrar istoric de la Kuk a fost înscris în anul 2008 pe lista patrimoniului mondial UNESCO.

## Sărbători naționale
Sărbătoarea națională: 16 septembrie (aniversarea proclamării independenței - 1975)

## Sistem politic
Formă de guvernământ: Monarhie constituțională (în cadrul Commonwealth).
Șeful statului: În calitate de monarh britanic, Charles al III-lea este suveranul statului de la 22 septembrie 2022, fiind reprezentat de guvernatorul general Sir Paulius Matane.
Șeful guvernului este James Marape (Prim Ministru).
Puterea executivă este exercitată de un Consiliu Național Executiv numit de guvernatorul general, la recomandarea primului ministru.
Componența puterii executive: Prim ministru James Marape, Viceprim-ministru Davis Steven.
Puterea legislativă: Este exercitată de un Parlament Național unicameral.
Principalele partide politice: 
- Partidul Alianței Naționale (National Alliance Party - NA); lider: Patrick Pruaitch; președinte: George Manoa.
- Mișcarea Populară Democrată (People's Democratic Movement - PDM); președinte: Paias Wingti.
- Partidul Popular al Progresului (People's Progress Party - PPP); președinte: Michael Nali.
- Uniunea Papua și Niugini (Papua and Niugini Union Pati - PANGU); președinte: Pate Wamp.
- Partidul Acțiunii Populare (People's Action Party - PAP); președinte: Ted Diro.
- Partidul Muncitoresc Popular (People's Labor Party - PLP); președinte: Peter Yama.